# 1958年コモンウェルスゲームズ
1958年大英帝国イギリス連邦競技大会（British Empire and Commonwealth Games）は1958年7月18日から7月26日までイギリス、ウェールズのカーディフで行われたコモンウェルスゲームズの第6回大会である。ナショナル・スタジアム（現在のミレニアム・スタジアム）をメイン会場に開催された。
カーディフでは1946年に大英帝国競技大会の開催が予定されていたが、第2次世界大戦のため実施されなかった。この大会より、クイーンズ・バトン・リレーが始まり、バッキンガム宮殿からカーディフに向けて出発したリレーの最初の走者は、ロジャー・バニスターとクリス・チャタウェイであった。
人種を基準とした代表選考・派遣を行なったことで、他の参加国から大きな批判を浴びた南アフリカは、このカーディフ大会を最後にアパルトヘイト撤廃後の1994年まで、コモンウェルスゲームズに不参加となった。

## 参加の国と地域

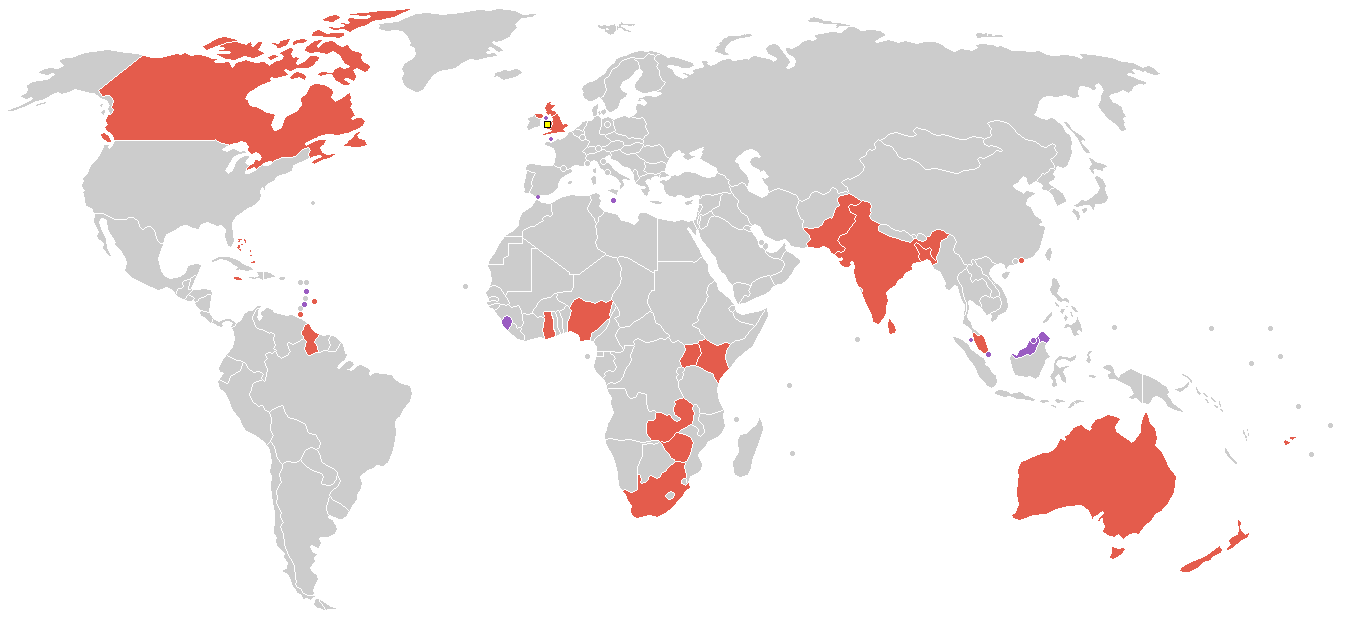
参加国・地域

ブルネイ、ドミニカ、ジブラルタル、マン島、ジャージー島、マルタ、北ボルネオ（現在のマレーシア、サバ州）、ペナン、シンガポール、セントヴィンセントが新たに加わり、35の国と地域が参加した。

## 実施競技
- 陸上競技
- ボクシング
- ローンボウルズ
- 自転車競技
- ボート競技
- 競泳
- レスリング
- 重量挙げ
- フェンシング